# Acta del 19 de abril de 1810
El Acta del 19 de abril de 1810 es el documento que redactó el Cabildo de Caracas tras la sesión extraordinaria que terminó con la renuncia de Vicente Emparan como Capitán General e inició la emancipación de Venezuela.  La sesión se realizó en el Ayuntamiento de Caracas que había sido organizada para convencer a Emparan de presidir una junta de gobierno en rechazo a la ocupación napoleónica de España. Esto fue en vano y terminó con el establecimiento del gobierno que un año más tarde declararía la independencia.
El acta está firmada por los asistentes, al Cabildo de ese día, y actualmente está en un arca en la Capilla Santa Rosa de Lima junto con el cuadro alusivo, en el Palacio Municipal de Caracas. A veces es confundida con el Acta de la Declaración de Independencia de Venezuela, que fue firmada a partir del 5 de julio de 1811 y está en exhibición en el Palacio Federal Legislativo, sede de la Asamblea Nacional (al menos en facsímil).